# Emerson Thome
Emerson Augusto Thome (Porto Alegre, 30 marzo 1972) è un ex calciatore brasiliano, di ruolo difensore.

## Carriera

### Club
Ha giocato con numerosi club brasiliani, portoghesi, inglesi e giapponesi.